# Henry Peachey (1er baronnet)
Henry Peachey, 1er baronnet (vers 1671-1737), de New Grove, Petworth, Sussex, est un propriétaire britannique et un homme politique whig qui siège à la Chambre des communes en trois périodes entre 1701 à 1737. 

## Jeunesse

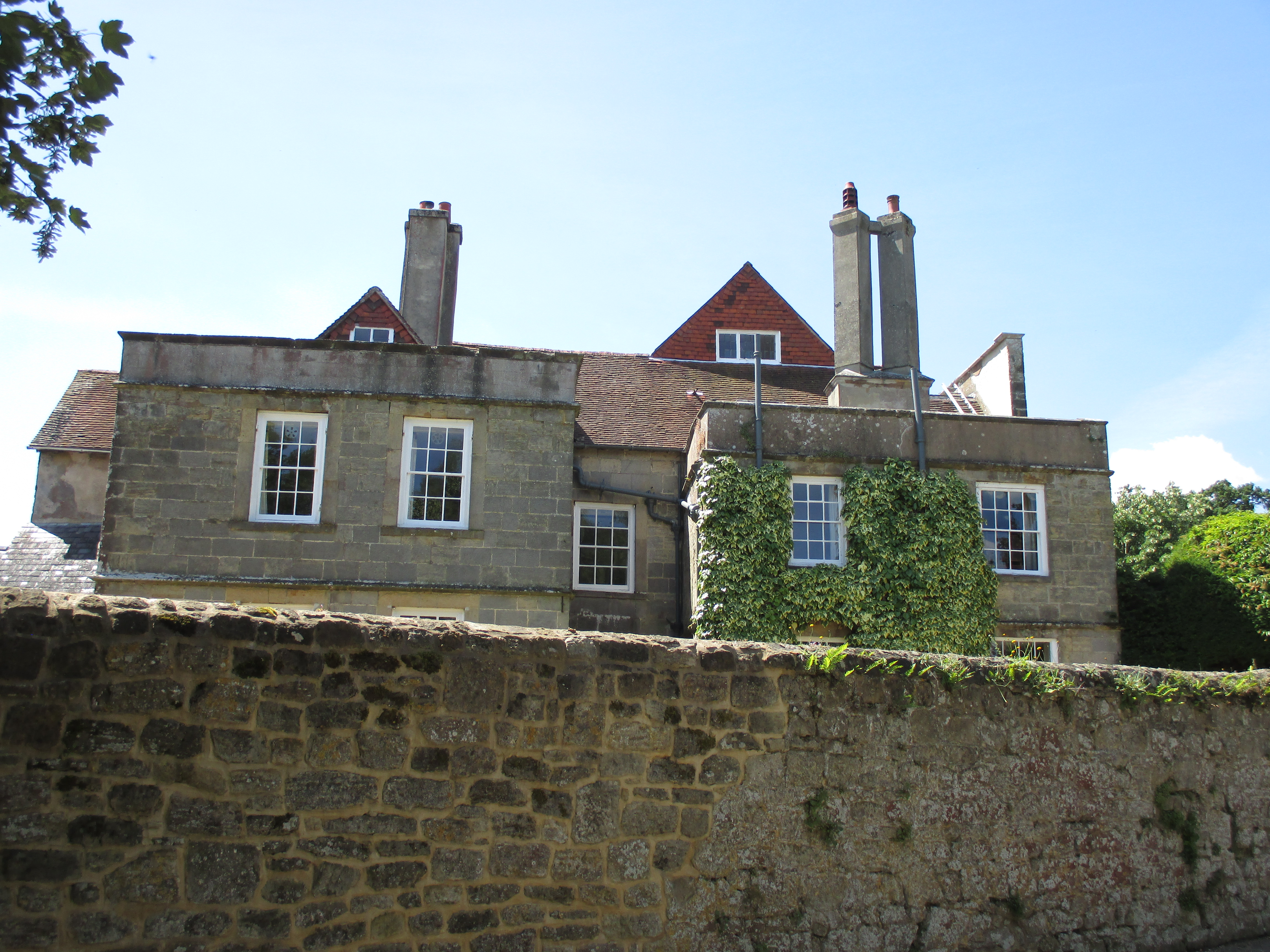
New Grove Petworth

Il est le fils aîné de William Peachey du marchand londonien, qui a obtenu un manoir à Petworth par mariage. En 1685, il hérite de Newgrove à la mort de son père . Il fait ses études au Collège d'Eton en 1685 et est inscrit au Trinity College à Oxford le 22 novembre 1689, à l'âge de 18 ans. Il épouse Jane Garrett, (Jarrett), fille de William Garrett, de Backchurch, Londres, le 16 mai 1693. Il est anobli le 22 mars 1696. 

## Carrière
Il se présente dans la circonscription Midhurst en 1698, sans succès. Lors de la deuxième élection générale de 1701, il est élu en tant que député whig de Sussex. Il exerce les fonctions de scrutateur le 27 février 1702. Il ne semble pas s'être présenté aux Élections générales anglaises de 1702 et est battu dans le Sussex lors des Élections générales anglaises de 1705. Il est réélu au Parlement pour le Sussex lors des élections générales britanniques de 1708. Il vote pour la naturalisation des Palatins en 1709 et se prononce en faveur du candidat whig le 8 mars. Il est le premier nommé à un comité de rédaction pour un projet de loi visant à améliorer Chichester Road le 9 février 1710. Il vote en faveur de la destitution du docteur Sacheverell en 1710. Lors de l'élection générale britannique de 1710, il est battu et ne se représente pas pendant 20 ans. 
Il demande son soutien au duc de Newcastle pour être candidat potentiel dans le Sussex lors d'une élection partielle en 1728, mais n'est pas élu. Il se présente à Haslemere aux élections générales britanniques de 1734, mais se retire avant le scrutin. Il est créé baronnet le 21 mars 1736, avec un reliquat spécial pour ses frères John et James. Peu de temps après, il est réélu député de Midhurst lors d'une élection partielle le 2 février 1736, succédant à son frère, Bulstrode Peachey . 
Il est décédé le 23 août 1737, à l'âge de 66 ans. Ses deux fils l'ont précédé dans la tombe et il laisse deux filles. Il est remplacé comme baronnet par son frère John. 